# Radiokémia

Az alfa-sugárzás hélium atommagokból áll, és akár egy vékony papír is elnyeli őket. A béta-sugárzás elektronsugárzás, és egy alumíniumlemez elnyeli őket. A gamma-sugárzás erőssége az útja során folyamatosan csökken.

A radiokémia a radioaktív sugárzások kémiai anyagokkal kiváltott reakcióit vizsgálja. A radioaktív sugárzásnak három fajtája ismert: alfa-sugárzás, béta-sugárzás és gamma-sugárzás, melyek kölcsönhatási keresztmetszete és ionizációs képessége eltérő.

## A radiokémia története évszámokban
- 1896. február 24. Becquerel kísérlete uránsókkal (a fotolemezeken sötét nyomokat hagytak). Megállapította, hogy a radioaktív sugárzás az atommagban keletkezik.
- 1898 Pierre Curie és Madame Curie kísérlete uránszurokérccel (az urán U3O8 formájában van jelen)
- 1899 Rutherford megvizsgálja a radioaktív sugárzás hatásait és megállapítja, hogy kétféle sugárzás (alfa és béta) különböztethető meg, melyek elektromos töltésük alapján elválaszthatók és hatótávolságuk is különböző.
- 1901 Planck kvantumelmélete új megvilágításba helyezte az energiáról alkotott képünket
- 1903 Rutherford és Soddy: tóriumsók aktivitásának vizsgálatából spontán magátalakulásra következtetett.  Felismerték, hogy a  radioaktivitás jelensége hő- elektromos, vagy kémiai hatással nem befolyásolható.
- 1905 Einstein relativitáselméletével megdőlt John Dalton modellje az atomról
- 1912 Hevesy György kidolgozza a radioizotópos nyomjelzés technikáját
- 1919 Rutherford – első mesterséges elemátalakítás
- 1932 Cockraft, Walton – gyorsítók fejlesztése
- 1932 Chadwick felfedezi a neutront (az atommag egyik fő alkotórészét) bór bombázása során
- 1932 Anderson felfedezi a pozitront, az elektron ún. antirészecskéjét. Ezzel elkezdődik az izotópok felfedezése és előállítása
- 1939 Otto Hahn felveti a maghasadás (idegen kifejezéssel: fisszió) lehetőségét.
- 1942 Fermi először valósít meg önfenntartó láncreakciót, létrehozva ezzel az első atomreaktort.
- 1945. augusztus 6. Oppenheimer vezetésével elkészítik az első atombombát, amit Hirosimában vetnek be.
- 1951 tesztelik a Teller Ede vezetésével kifejlesztett H-bombát.
- 1954 az első energiatermelő atomreaktor
- 1964 Murray Gell-Mann felfedezi a kvarkokat, amely komoly lépést jelent a nukleonok szerkezetének megismerésében.
- 1959 az első hazai kutatóreaktor (a KFKIban)
- 1982 energiatermelés indul Pakson
- 1986 a Csernobil-katasztrófa

## A radiokémia területei
- Az atommag szerkezete
- Radioaktivitás
- Sugárzások kölcsönhatása az anyaggal
- Magreakciók

## Radiokémiai alkalmazások
- A magsugárzások detektálása   
  - Nukleáris mérőműszerek
  - Detektorok
    - Szcintillációs detektorok
    - Gázionizációs detektorok
    - Félvezető detektorok
    - Dózismérő eszközök
- Nukleáris anyagok és technológiák   
  - Atomreaktorok
  - Nyomjelzéses módszerek

## Izotópeffektusok
Azok a fizikai eltérések, amelyeket egy elem izotópjai okoznak. Az izotópeffektusok a magtömeg, ritkábban a magspinek különbözőségén alapulnak. Ilyen fizikai eltérések:   
- sűrűség
- viszkozitás
- törésmutató
- fázisegyensúly
- spektroszkópiai (színképbeli) eltérések
- kinetikai eltérések, reakciósebesség (például a víz elektrolízise során a H2O sokkal gyorsabban bomlik, mint a természetesen jelenlévő D2O. Jelenleg is ezt a jelenséget használják fel a nehézvíz ipari méretű előállításához.)
- kémiai egyensúlyi eltérések
- eltérő sejtbiológiai és fiziológiái hatás (Kiderült például, hogy ha algákat nehézvízbe tesznek, azok rövid idő alatt elpusztulnak. Fokozatos nehézvíz átmenet esetén viszont hozzászoknak az új környezethez.)

Az eltérések a legtöbb esetben az izotópmolekulák , ritkábban az izotópatomok között jelentősek. Például 3 fajta H izotóp létezik, 6 fajta H2 molekula és 18 H2O molekula.   
Az izotópeffektusok gyakorlati alkalmazásai:   
- izotópok meghatározása (izotópok eltérítése elektromágneses térben, ami teljes izotópos szétválasztást tesz lehetővé)
- természetes izotóparány megváltoztatása
- izotópok dúsítása (például 235U)
- spektrumanalízis: az izotópeffektusok tettek lehetővé a deutérium felfedezését a napszínképben